# Josef Walcher
Josef „Sepp” Walcher (ur. 8 grudnia 1954 w Schladming – zm. 22 stycznia 1984 tamże) – austriacki narciarz alpejski, mistrz świata.

## Kariera

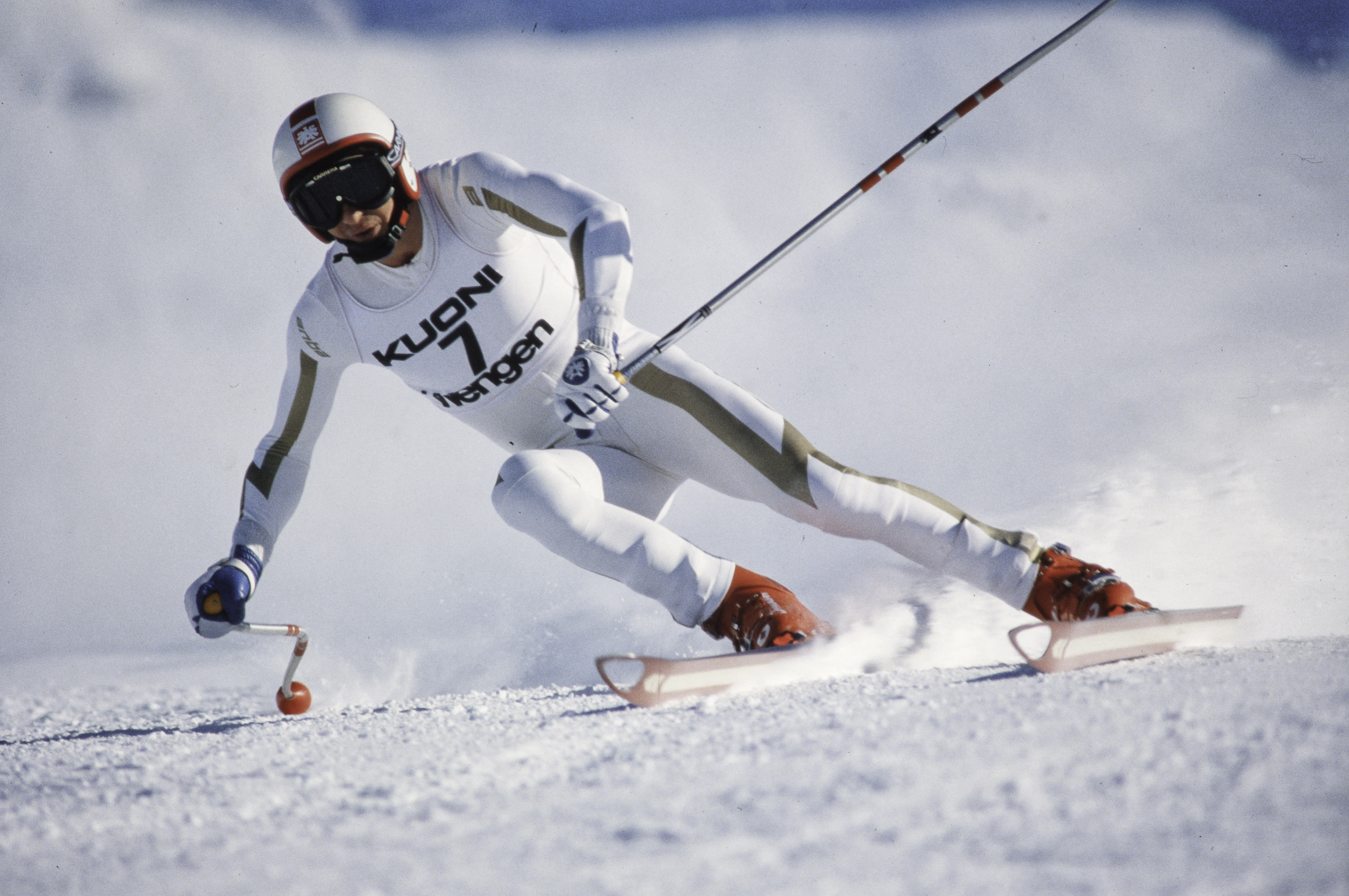
Josef Walcher 1978

Pierwsze punkty w zawodach w zawodach Pucharu Świata zdobył 10 grudnia 1972 roku w Val d’Isère, zajmując dwunaste miejsce w zjeździe. Na podium zawodów tego cyklu pierwszy raz stanął 11 lutego 1973 roku w Sankt Moritz, gdzie rywalizację w tej konkurencji ukończył na drugiej pozycji. W zawodach tych rozdzielił dwóch rodaków: Wernera Grissmanna i Franza Klammera. Łącznie 13 razy stawał na podium zawodów pucharowych, odnosząc przy tym pięć zwycięstw: 31 stycznia 1977 roku w Morzine, 12 marca 1977 roku w Heavenly Valley, 20 i 21 stycznia 1978 roku w Kitzbühel i Val Gardena 1978 roku w Val Gardena triumfował w zjazdach. Najlepsze wyniki osiągnął w sezonie 1977/1978, kiedy był siódmy w klasyfikacji generalnej, a w klasyfikacji zjazdu był drugi. Drugie miejsce w klasyfikacji zjazdu zajął też w sezonie 1976/1977.
Jego największym sukcesem jest złoty medal w zjeździe wywalczony podczas mistrzostw świata w Garmisch-Partenkirchen w 1978 roku. W zawodach tych wyprzedził Michaela Veitha z RFN i Wernera Grissmanna. Był to jego jedyny medal wywalczony na międzynarodowej imprezie tej rangi. W 1976 roku wystąpił na igrzyskach olimpijskich w Innsbrucku, zajmując dziewiąte miejsce w tej samej konkurencji. Był trzykrotnym mistrzem Austrii w zjeździe, w latach: 1972, 1973 i 1978.
Zginął w 1984 roku na stoku w wypadku podczas zjazdu.

## Osiągnięcia

### Igrzyska olimpijskie
| Miejsce | Dzień    | Rok  | Miejscowość | Konkurencja | Czas biegu | Strata | Zwycięzca     |
| ------- | -------- | ---- | ----------- | ----------- | ---------- | ------ | ------------- |
| 9.      | 5 lutego | 1976 | Innsbruck   | Zjazd       | 1:45,73    | +1,72  | Franz Klammer |

### Mistrzostwa świata
| Miejsce | Dzień       | Rok  | Miejscowość            | Konkurencja | Czas biegu | Strata | Zwycięzca     |
| ------- | ----------- | ---- | ---------------------- | ----------- | ---------- | ------ | ------------- |
| 9.      | 5 lutego    | 1976 | Innsbruck              | Zjazd       | 1:45,73    | +1,72  | Franz Klammer |
| 1.      | 29 stycznia | 1978 | Garmisch-Partenkirchen | Zjazd       | 2:04,12    | -      | -             |

### Puchar Świata

#### Miejsca w klasyfikacji generalnej
- sezon 1972/1973: 28.
- sezon 1973/1974: 29.
- sezon 1974/1975: 23.
- sezon 1975/1976: 30.
- sezon 1976/1977: 8.
- sezon 1977/1978: 7.
- sezon 1978/1979: 39.
- sezon 1979/1980: 22.
- sezon 1980/1981: 41.
- sezon 1981/1982: 50.

#### Zwycięstwa w zawodach
1. Morzine – 31 stycznia 1977 (zjazd)
2. Heavenly Valley – 12 marca 1977 (zjazd)
3. Kitzbühel – 20 stycznia 1978 (zjazd)
4. Kitzbühel – 21 stycznia 1978 (zjazd)
5. Val Gardena – 16 grudnia 1978 (zjazd)

#### Pozostałe miejsca na podium
1. Sankt Moritz – 11 lutego 1973 (zjazd) – 2. miejsce
2. Zell am See – 18 grudnia 1973 (zjazd) – 3. miejsce
3. Garmisch-Partenkirchen – 5 stycznia 1975 (zjazd) – 3. miejsce
4. Kitzbühel – 25 stycznia 1976 (zjazd) – 3. miejsce
5. Val Gardena – 18 grudnia 1976 (zjazd) – 2. miejsce
6. Morzine – 30 stycznia 1977 (zjazd) – 2. miejsce
7. Val d’Isère – 11 grudnia 1977 (zjazd) – 3. miejsce
8. Wengen – 18 stycznia 1980 (zjazd) – 2. miejsce